# Bøvling Klit
Bøvling Klit är en strand i Danmark. Den ligger i Region Mittjylland, i den västra delen av landet på en lång halvö vid Nordsjön.